# Flugplatz Bakouma

i7
i11
i13
Der Flugplatz Bakouma (französisch Aérodrome de Bakouma, IATA-Code: BMF, ICAO-Code: FEGM) ist der Flugplatz von Bakouma, einer Stadt in der Präfektur Mbomou im Osten der Zentralafrikanischen Republik.
Der Flugplatz liegt etwa 2 Kilometer östlich der Stadt auf einer Höhe von 500 m. Seine Start- und Landebahn ist unbefestigt und verfügt nicht über eine Befeuerung. Der Flugplatz kann nur tagsüber und nur nach Sichtflugregeln angeflogen werden. Er verfügt nicht über reguläre Passagierverbindungen.